# 앨리슨 다운
앨리슨 다운(Alisen Down, 1976년 1월 3일 ~ )은 캐나다의 배우이다.

## 출연 작품

### 영화
- 스토리즈 USA (2007, Stories USA)
- 컨트롤 알트 딜리트 (2008)
- 지구가 멈추는 날 (2008)
- 배틀스타 갈락티카 더 플랜 (2009, Battlestar Galactica: The Plan)
- 케이스 39 (2009)
- 무브 아웃 클린 (2010, Move Out Clean) - 단편
- 파라독스 (2010, Paradox)
- 아버지와 아들 (2010, Fathers & Sons)

### 텔레비전
- 콜드 스쿼드 (1998년) - 애니타 던 역
- 스몰빌 (2004-08)
- Robson Arms (2005-08)
- 배틀스타 갈락티카 (2006-08)
- 스타게이트 유니버스 (2010)
- 그레이스포인트 (2014, Gracepoint)